# Шулявский путепровод
Шулявский путепровод или Шулявский мост (укр. Шулявський шляхопровід / Шулявський міст) — путепровод в Киеве, являющийся частью Малой окружной автомобильной дороги. Соединяет улицу Александра Довженко и улицу Вадима Гетьмана. Пересекает Берестейский проспект. Название путепровод получил от исторической местности. Расположен в Соломенском районе Киева.

## Характеристика
Первоначальная длина путепровода с подходами — 408,9 метров, ширина пролётного строения — 16,02 метров. Эстакада была выполнена в виде 14-метрвого автомобильного проезда, двух служебных тротуаров 0,75 метра и двух перильных полос по 0,26 метра.
В ходе реконструкции 1985 года было построено 4 из 8 направлений «клеверообразной» развязки, а средняя часть путепровода была расширена до 21 метра (шести полос).
По состоянию на 2017 год загруженность моста составляла 12—13 тысяч автомобилей в час при пропускной способности 7,5—8 тысяч.

## История
Шулявский путепровод построен в 1964 году и стал частью Малой окружной автомобильной дороги. Проект завода разработан в институте «Киевпроект». Архитектор — А. В. Ильяшенко, инженеры В. С. Коваль, В. А. Кваша, И. Л. Нефедов и Л. А. Левинштейн. Железобетонные конструкции для путепровода были изготовлены на заводах «Мостострой-1» и тресте «Югозаптрансстройматериал». Для монтажа некоторых таких конструкций был использован гусеничный кран грузоподъёмностью 60 тонн.
Постройку моста планировалось осуществить за 27 месяцев, однако строительство было завершено всего за 9 месяцев. Постройка Шулявского путепровода была приурочена к 150-летию со дня рождения писателя Тараса Шевченко. Движение по объекту было открыто 27 мая 1964 года.
В 1985 году путепровод был впервые реконструирован. В 1990-е годы под мостом расположился стихийный рынок секонд-хенда. В 2002 году киевские власти планировали реконструкцию путепровода. Проект оценивался в 1 миллион гривен и должен был продлится около 60 дней.
24 сентября 2006 года на территории торгового предприятия «Азнавур» произошёл пожар в непосредственной близости от моста. Для предотвращения повреждения путепровода от высокой температуры и дальнейшего продвижения огня на завод «Большевик» пожарные поливали его стены и перекрытия. В результате пожара сгорела площадь размером 500 квадратных метров. После пожара часть путепровода была укреплена приспособлениям для повышения устойчивости.
В марте 2007 года главный инженер коммунальной корпорации «Киевавтодор» Василий Мельниченко сообщил, что власти планируют завершить реконструкцию к 2012 году.
Спустя месяц, 23 апреля 2007 года, произошёл следующий пожар. В ходе тушения пожарные отмечали, что асфальт путепровода расплавился и фиксировалось разрушение защитной штукатурки. По данным «Киевавтодора» два пожара привели к утрате примерно 60 % несущей способности. После пожара движение по мосту было остановлено и было открыто лишь после укрепления путепровода металлическими конструкциями. Первый заместитель председателя Киевской городской государственной администрации, начальник Главного управления экономики и инвестиций Денис Басс оценил реконструкцию путепровода в 5 миллионов гривен.

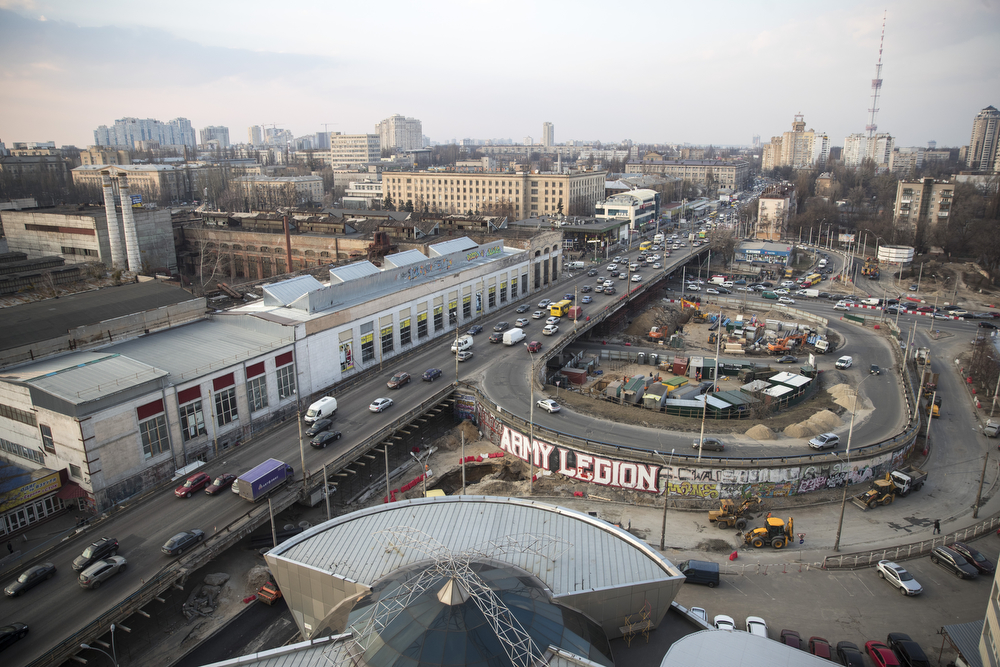
Шулявский путепровод до начала реконструкции, март 2019 года

В ноябре 2007 года киевский городской голова Леонид Черновецкий распорядился начать реконструкцию путепровода в 2008 году. По плану в городском бюджете должны были выделить средства на компенсацию за отчуждение земельных участков под путепроводом, а также за снос завода «Большевик». В ходе данного проекта планировалось увеличение проезжей части с 6 до 8 полос. Транспортная развязка по проекту должна была дополнена право- и левоповоротными съездами-заездами с путепровода на Берестейский проспект (проспект Победы) и улицу Гетьмана. Предварительная стоимость всех работ оценивалась в 150 миллионов гривен. В итоге ремонтные работы начаты не были. При этом путепровод продолжал разрушаться, фиксировались даже падение кусков конструкции.
В августе 2011 года киевская прокуратура разрешила снос стихийного рынка под Шулявским путепроводом. В декабре 2011 года «Киевблагоустройство» начал демонтировать торговые павильоны. Коммунальной службе удалось снести 70 % рынка, после чего к властям обратились предприниматели с просьбой не сносить павильоны в течение месяца для переезда на другое место. В итоге демонтаж продолжился в марте 2012 года. Снос стихийного рынка стал причиной встречи посла Нигерии на Украине Ибрагима Пада Касая с главой Киева Александром Поповым.
В декабре 2012 года появилась информация о том, что реконструкция путепровода будет включена в бюджет Киева на 2013 год. В июне 2013 года заместитель председателя КГГА Михаил Костюк сообщил, что ремонт путепровода должен начаться в следующем году. Костюк добавил, что началу ремонтных работ мешает ситуация с размещением под путепроводом торговых точек.
27 февраля 2017 года произошло частичное обрушение путепровода, приведшее к повреждению нескольких автомобилей. Прибывший на место происшествия городской голова Киева Виталий Кличко заявил, что «аварийным он [Шулявский путепровод] признан не был. Он устал от времени». Данное выражение привлекло внимание средств массовой информации и стало интернет-мемом. Позднее Кличко пояснил, что имел в виду термин «усталость металла».
На следующий день после происшествия Кличко обратился к автомобилистам с просьбой объезжать Шулявский путепровод. Ответственными за ситуацию с путепроводом Виталий Кличко назвал заместителя главы КГГА Илью Сагайдака и главу Соломенского района Максима Шкуро и заявил, что они будут уволены. Спустя несколько дней заявление об увольнении написал генеральный директор Киевавтодора Александр Густелев.
10 февраля 2018 года из-за торчащей из асфальта арматуры было повреждено около 10 автомобилей.

### Реконструкция 2019—2020 годов

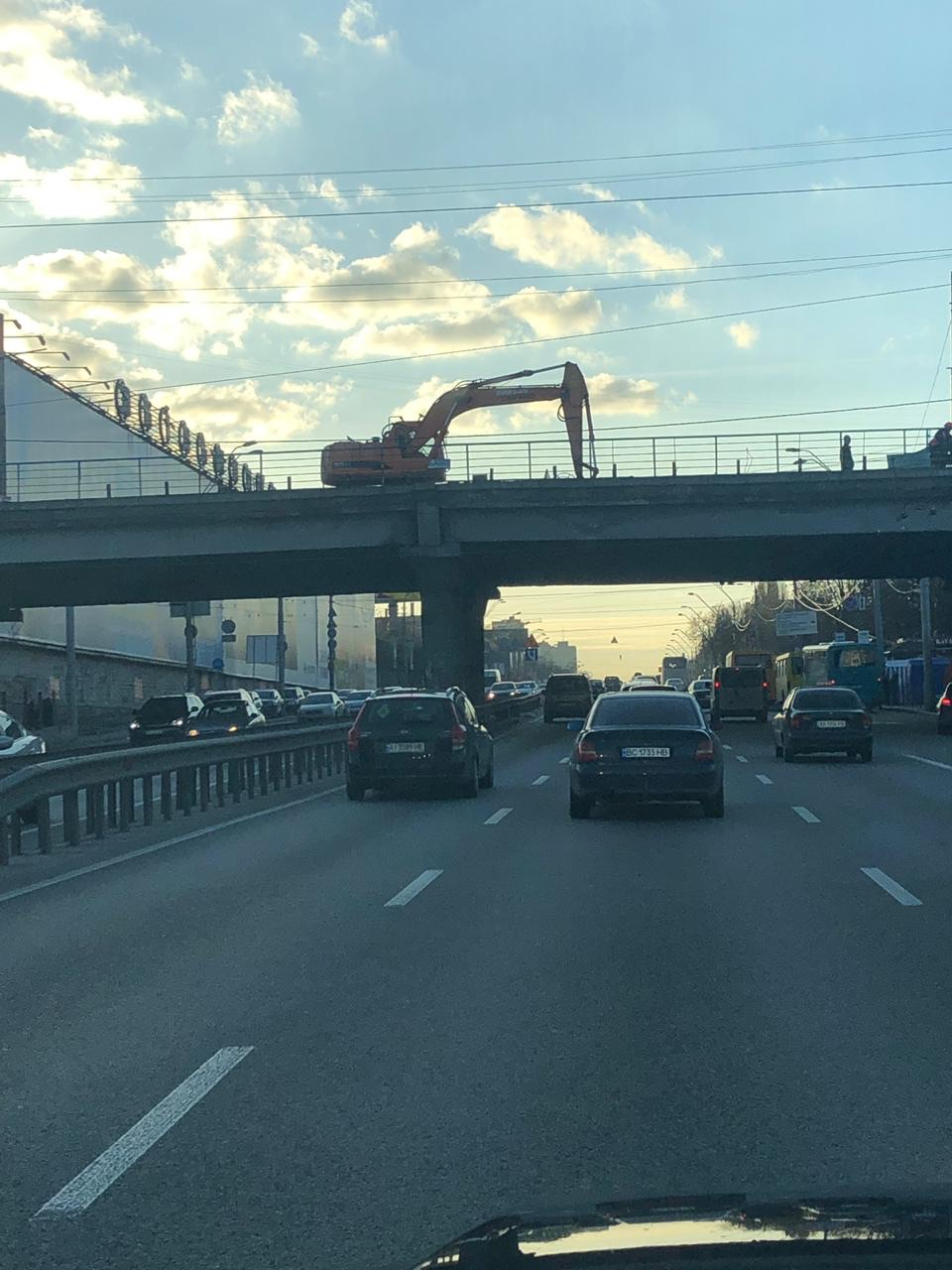
Начало работ по демонтажу старой конструкции путепровода, март 2019

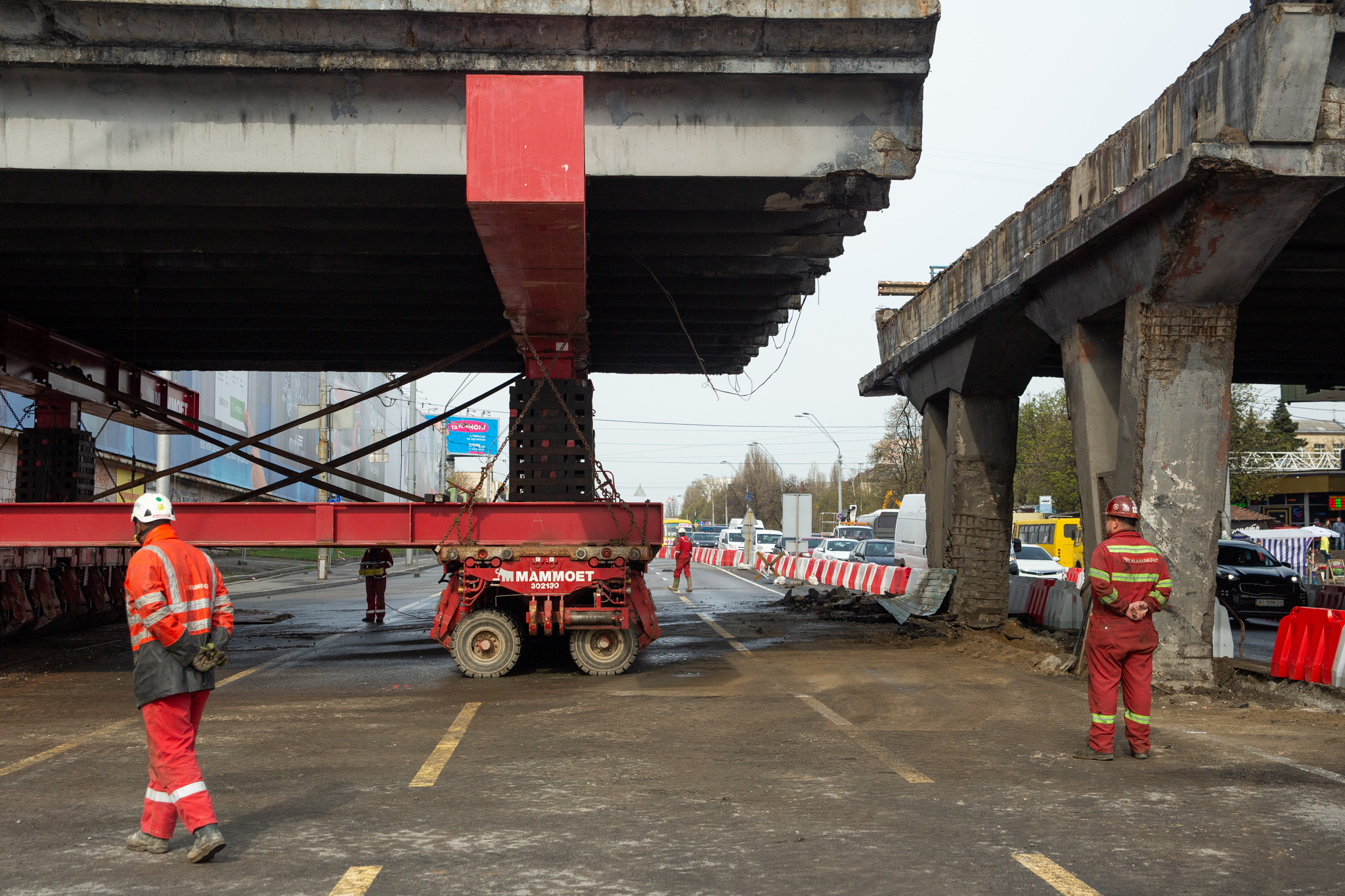
Процесс демонтажа старой конструкции при помощи самоходных модульных платформ, апрель 2019

В апреле 2017 года департамент градостроительства и архитектуры КГГА начал рассматривать семь проектов реконструкции путепровода. Среди проектов был вариант китайских проектировщиков, который в итоге был отклонён. В мае 2017 года первый вице-премьер-министр Украины — министр экономического развития и торговли Степан Кубив объявил о достижении соглашения с Китайской корпорацией дорог по реконструкции Шулявского путепровода.

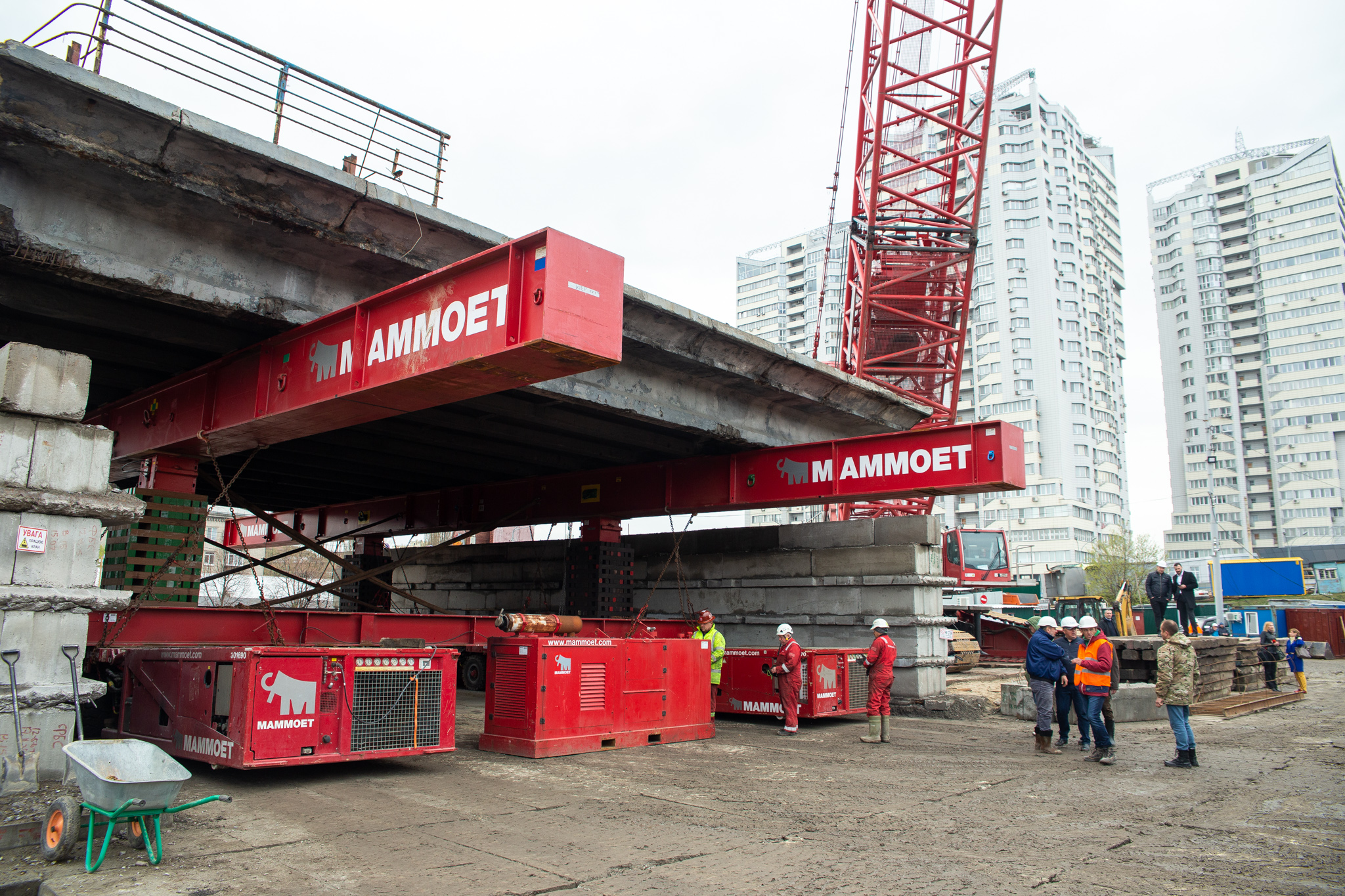
Процесс демонтажа старой конструкции при помощи самоходных модульных платформ, апрель 2019

На заседании градостроительного совета, состоявшегося 18 мая 2017 года, был выбран проект реконструкции, разработанный институтом «Киевдормостпроект». Первоначально данный проект в 2008 году разработал институт «Киевпроект». Данный план предполагал снос здания завода «Большевик». Против проекта «Киевдормостпроекта» выступил транспортный инженер Виктор Петрук, предлагавший сооружение трёхуровневой развязки с реверсивным кольцом для поворотов. Петрук оценивал предварительную стоимость реконструкции по своему плану в 700—740 миллионов гривен, тогда как победивший проект предусматривал траты в 400 миллионов гривен.

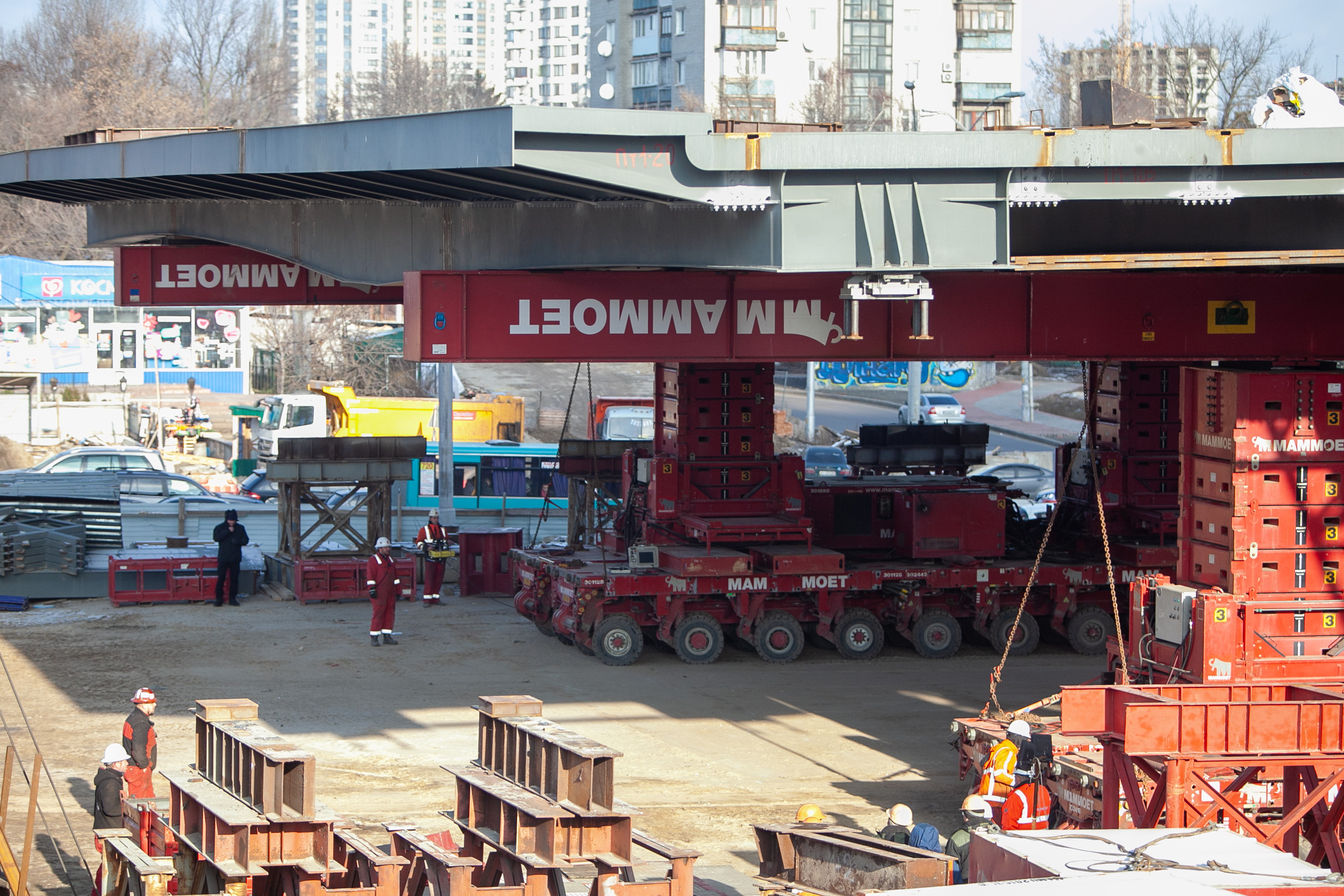
Установка нового прогона путепровода, декабрь 2019

В поддержку проекта Петрука на сайте Киевского городского совета 5 мая 2018 года была зарегистрирована петиция, которая в итоге набрала 10 тысяч необходимых подписей для рассмотрения властями. 17 мая 2018 года под стенами Киевской городской государственной состоялся митинг в поддержку проекта Петрука.
Постоянная комиссия Киевсовета по вопросам транспорта, связи и рекламы на заседании 4 июля 2018 года отвергла проект Петрука. На следующий день киевский городской голова Виталий Кличко утвердил план реконструкции. Данный план предусматривал создание неполного «клевера» с тремя съездами и постройку двухметровой велодорожки с общей длинной в 985 метра. Данный проект был рассчитан на бюджет в 830 миллионов гривен и выполнение за 17,5 месяцев.
19 июля 2018 года вышло журналистское расследование программы «Схемы», где указывалось на коррупционную составляющую при проведении тендера. Тендер выиграла компания Северо-украинский строительный альянс, входящая в Украинскую государственную строительную корпорацию. Деятельность компании связывали с народным депутатом Украины Максимом Микитасем, ранее избиравшимся в Киевский городской совет от политической партии УДАР Виталия Кличко. В октябре 2019 года Высший антикоррупционный суд Украины обязал Национальное антикоррупционное бюро Украины открыть уголовное дело против Виталия Кличко по подозрению в злоупотреблении властью и хищении средств при реконструкции Шулявского путепровода.
В октябре 2018 года директор КП «Дирекция строительства дорожно-транспортных сооружений Киева» Максим Калинин объявил, что демонтировать путепровод будут в начале следующего месяца, а окончательная сдача объекта планируется ко дню независимости Украины 2019 года. Позже стало известно, что начало работ перенесли на январь 2019 года. В итоге демонтаж был начат 17 марта 2019 года. Работы по разбору путепровода проводились при помощи самоходных модульных платформ нидерландской компании Mammoet, после чего части путепровода вывозили на утилизацию.
26 апреля 2019 года под зданием Антимонопольного комитета Украины состоялся митинг более сотни строителей путепровода, протестовавших из-за начала дела о сговоре Северо-украинского строительного альянса при получении тендера на реконструкцию. 19 июня 2019 года Антимонопольный комитет Украины установил, что конкурс был проведён с нарушениями и наложил штраф в 56 миллионов гривен компаниям Северо-украинский строительный альянс и «Спецстрой-Плюс».

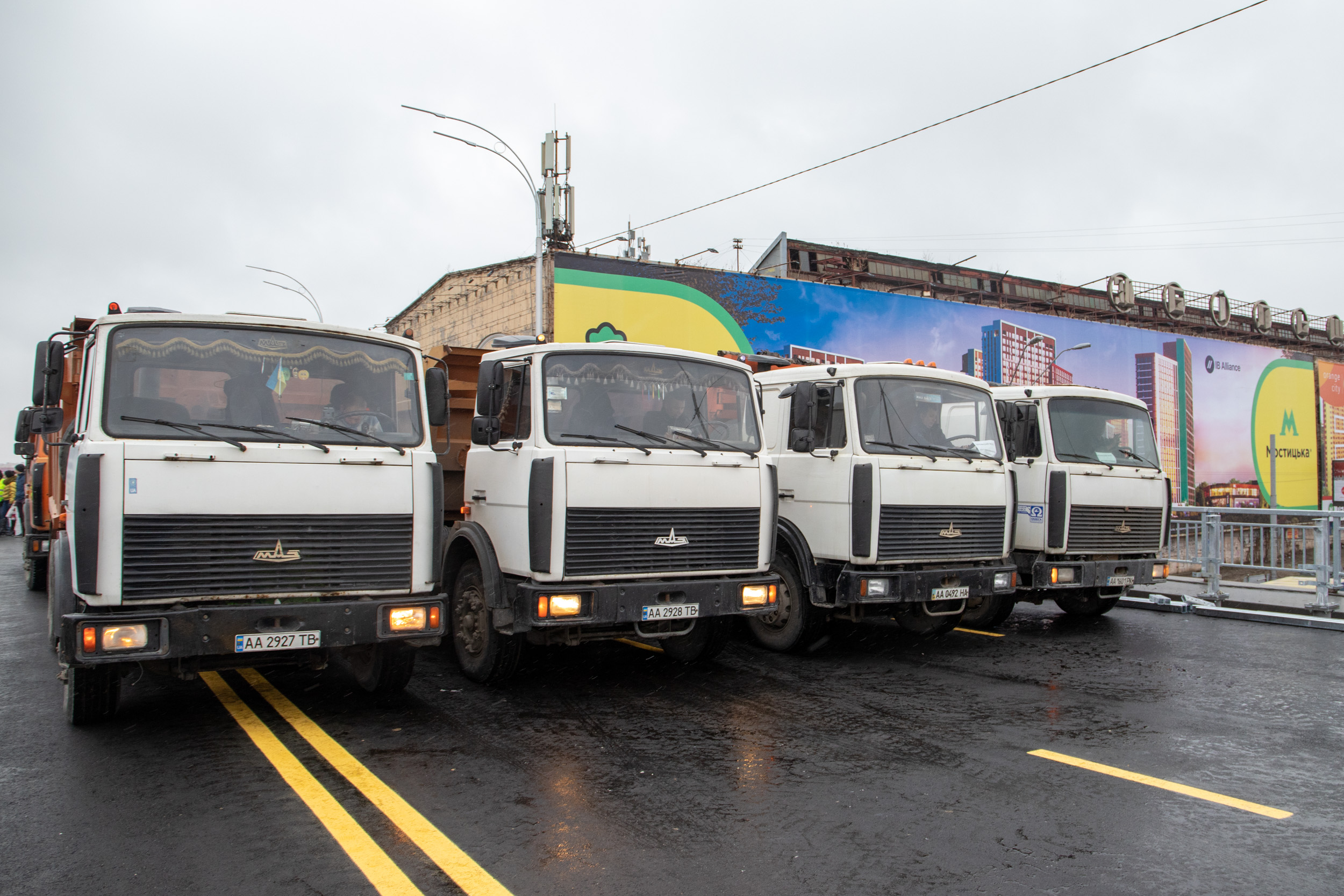
Испытания пролётной части путепровода, декабрь 2019

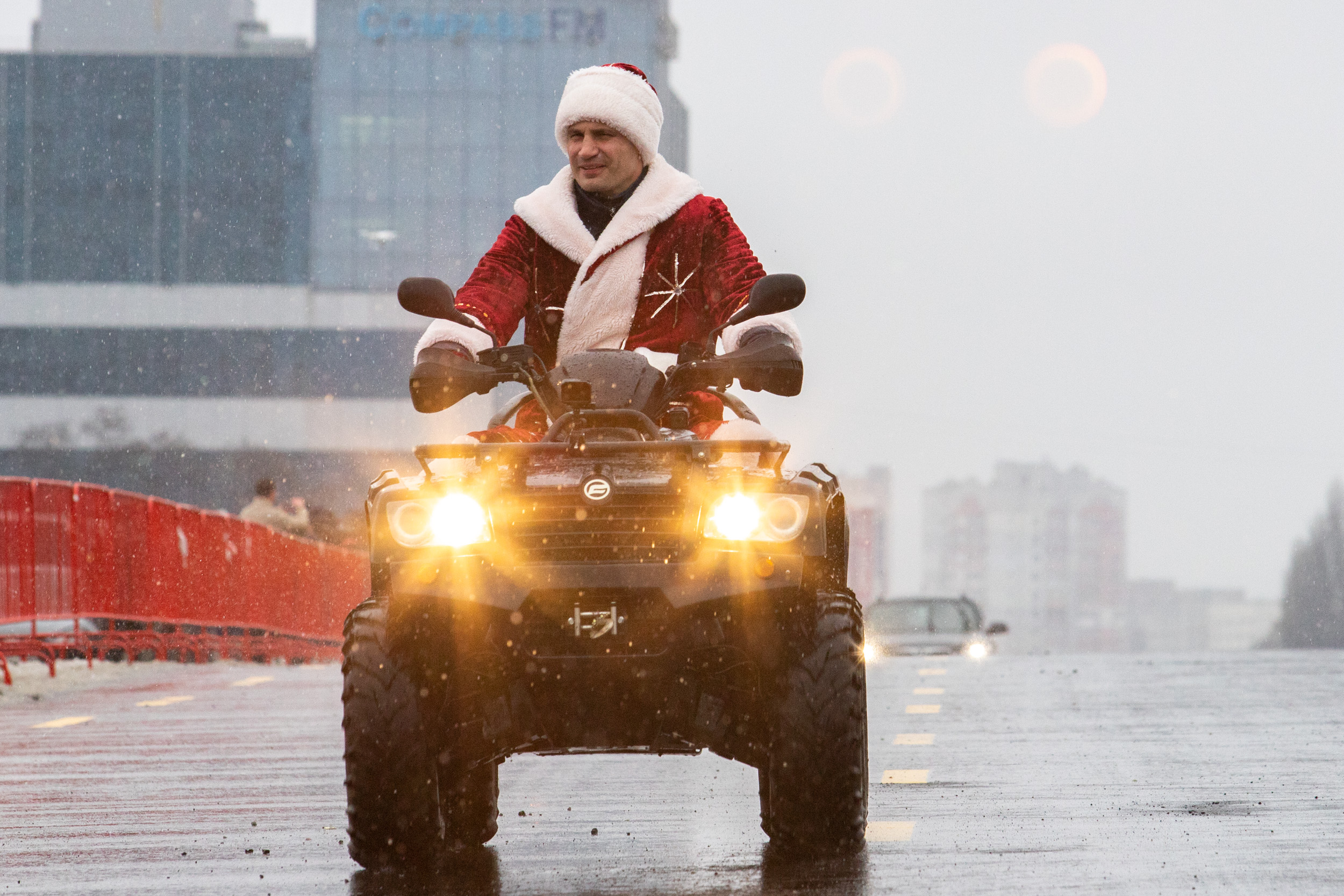
Виталий Кличко открывает движение по Шулявскому путепроводу в костюме Деда Мороза, декабрь 2019

В июле 2019 года Виталий Кличко заявил, что процесс реконструкции тормозится из-за того, что Фонд государственного имущества Украины не даёт снести пятый цех завода «Большевик». 7 октября 2019 года Кличко распорядился увеличить бюджет моста до 1,05 миллиарда гривен. По его словам увеличение стоимости проекта было связано с дополнительными работами на прилегающих территориях. В октябре 2019 года стало известно, что движение по Шулявскому путепроводу планируется открыть в декабре 2019 года. 20 октября 2019 года над проспектом Победы (Берестейским проспектом) был установлен новый прогон путепровода. 8 ноября 2019 года в ходе замены инженерных сетей рабочие в 30 метрах от путепровода нашли 35 различных снарядов времён Второй мировой войны. 22 декабря 2019 года была начата укладка асфальтобетона на путепроводе.
27 декабря 2019 года новый путепровод прошёл проверку на прочность с использованием динамической и статичной нагрузки. 28 декабря 2019 года было открыто движение по новому путепроводу. Первым по открытому мосту на квадроцикле в костюме Деда Мороза проехал Виталий Кличко. При этом Виктор Петрук отметил, что из-за желания пораньше открыть движения по путепроводу была нарушена технология строительства.
В январе 2020 года строители приступили к работам по обустройству съездов с путепровода. В феврале 2020 года Кличко пообещал полностью окончить работы на путепроводе к лету, отметив, что реконструкция осложняются ситуацией вокруг одного из зданий завода «Большевик». Фонд госимущества, в свою очередь, оценил стоимость завода в 700 миллионов гривен. В марте 2020 года Кличко заявил, что если Фонд государственного имущества откажется выдать разрешение на снос завода «Большевик», то ему придётся самому сесть за бульдозер и разрушить его. В апреле 2020 года открыты съезды с путепровода. 18 июля 2020 года на путепроводе приступили к укладке нового асфальта и инженерных сетей.
В июле 2021 года проектная стоимость реконструкции путепровода была увеличена до 1,998 млрд гривен.